# میدوی سات (تگزاس)
میدوی سات (به انگلیسی: Midway South) یک منطقهٔ مسکونی در ایالات متحده آمریکا است که در شهرستان ایدالگو، تگزاس واقع شده‌است. میدوی سات ۳٫۲ کیلومتر مربع مساحت و ۲٬۲۳۹ نفر جمعیت دارد و ۲۴ متر بالاتر از سطح دریا واقع شده‌است.